# ألين تشابمان
ألين شابمان (بالإنجليزية: Allen Chapman)‏ هو حكم كرة قدم ولاعب كرة قدم أمريكي، ولد في 18 أغسطس 1974.